# Prochelator angolensis
Prochelator angolensis là một loài chân đều trong họ Desmosomatidae. Loài này được Brenke, Brix & Knusche miêu tả khoa học năm 2005.